# Беркли-Спрингс (парк штата)
Парк Беркли-Спрингс (англ. Berkeley Springs State Park ) — парк штата в центре города Беркли-Спрингс в округе Морган, в штате Западная Виргиния, в США. Центральное место в парке занимает исторический минеральный курорт. Целебные свойства местной воды считаются полезными при заболеваниях пищеварительного тракта и нервной системы. Одним из посетителей курорта был Джордж Вашингтон — первый президент США. Беркли-Спрингс является единственным государственным курортом в США и находится в ведении отдела по природным ресурсам штата Западная Виргиния.
Курорт был основан в 1750-х годах. Официально он был утверждён колониальным губернатором Виргинии лордом Ферфаксом в 1776 году. «Римская баня» — старейшее общественное здание в Беркли-Спрингс, была построена в 1815 году в стиле федеральной архитектуры на месте более ранней бани, построенной в 1784 году по проекту Джеймса Рэмси. Прежняя баня состояла из пяти отделений для купания и раздевалки.
Минеральная вода в Беверли-Спрингс из природных источников, текущих из песчаного грунта при постоянной температуре 23,5 градусов по Цельсию и впадающих в ручей Уорм-Спрингс-Ридж, приток реки Потомак. Она содержит значительные количества сульфатов, нитратов и карбонатов — в основном карбонат магния. Объёмный расход колеблется от 2 800 до 7 600 литров в минуту.
Вода используется для купания на двух парковых банях и для питья из фонтана павильоне XIX века — «Весенний дом джентльмена», а также из каждого крана в городе, так как насосы используются и для муниципального водоснабжения. В настоящее время баня включает в себя девять раздельных отделений для купания с ваннами, общей вместимостью в 2 800 литров воды нагретой до 39 градусов по Цельсию. Эти ванны открыты для посетителей ежедневно в течение всего года. В бутилированном виде вода распространяется на коммерческой основе.
На втором этаже бани располагается Музей Беркли-Спрингс, основанный в 1984 году. В нём представлены различные исторические предметы естественного и культурного значения, связанные с источником и городом. Вход бесплатный. Музей открыт в выходные дни с марта по декабрь.